# Centro (Albacete)
Centro es un barrio ubicado en la zona central de la ciudad española de Albacete, considerado el centro de la capital. Es uno de los barrios más emblemáticos, históricos y comerciales de la ciudad. Con 14 496 habitantes (2012) es también uno de los barrios más poblados de Albacete.
A pesar de sus edificios residenciales, el barrio es predominantemente comercial y turístico. La parte histórica de este barrio es conocida como centro histórico de Albacete, el cual reúne de forma singular y sobresaliente valores patrimoniales.

## Geografía
El barrio, con forma muy irregular, está situado en la zona centro de la ciudad de Albacete, entre las calles Muelle, San Agustín, Gaona, un pequeño tramo de Tinte, Nueva, Calderón de la Barca y Tejares al este, Alcalde Conangla, paseo de la Cuba, Mariana Pineda, Carmen e Iris al norte, Zapateros, Albarderos, Cristóbal Pérez Pastor, Octavio Cuartero, Marqués de Villores al oeste y Batalla del Salado, Arcángel San Gabriel, La Estrella y Arquitecto Vandelvira al sur. Limita con los barrios Carretas-Huerta de Marzo y La Pajarita al este, Polígono San Antón, San Antonio Abad e Industria al norte, Feria, Villacerrada, Fátima y Franciscanos al este y Parque Sur y Hospital al sur.

## Demografía
Centro tiene 14 496 habitantes (2012): 7741 mujeres y 6755 hombres. Es el segundo barrio más envejecido de Albacete tras La Pajarita. La población mayor de 65 años se sitúa en el 13,36 %, mientras que la población infantil es del 18,15 %. El porcentaje de personas viviendo solas es del 10,5 %. El estatus socioeconómico, el nivel educativo y el salario medio son altos, mientras que el paro es bajo. El porcentaje de personas con su vivienda pagada es superior a la media. En conclusión, es un barrio bien situado en todos los parámetros.

## Política y administración pública

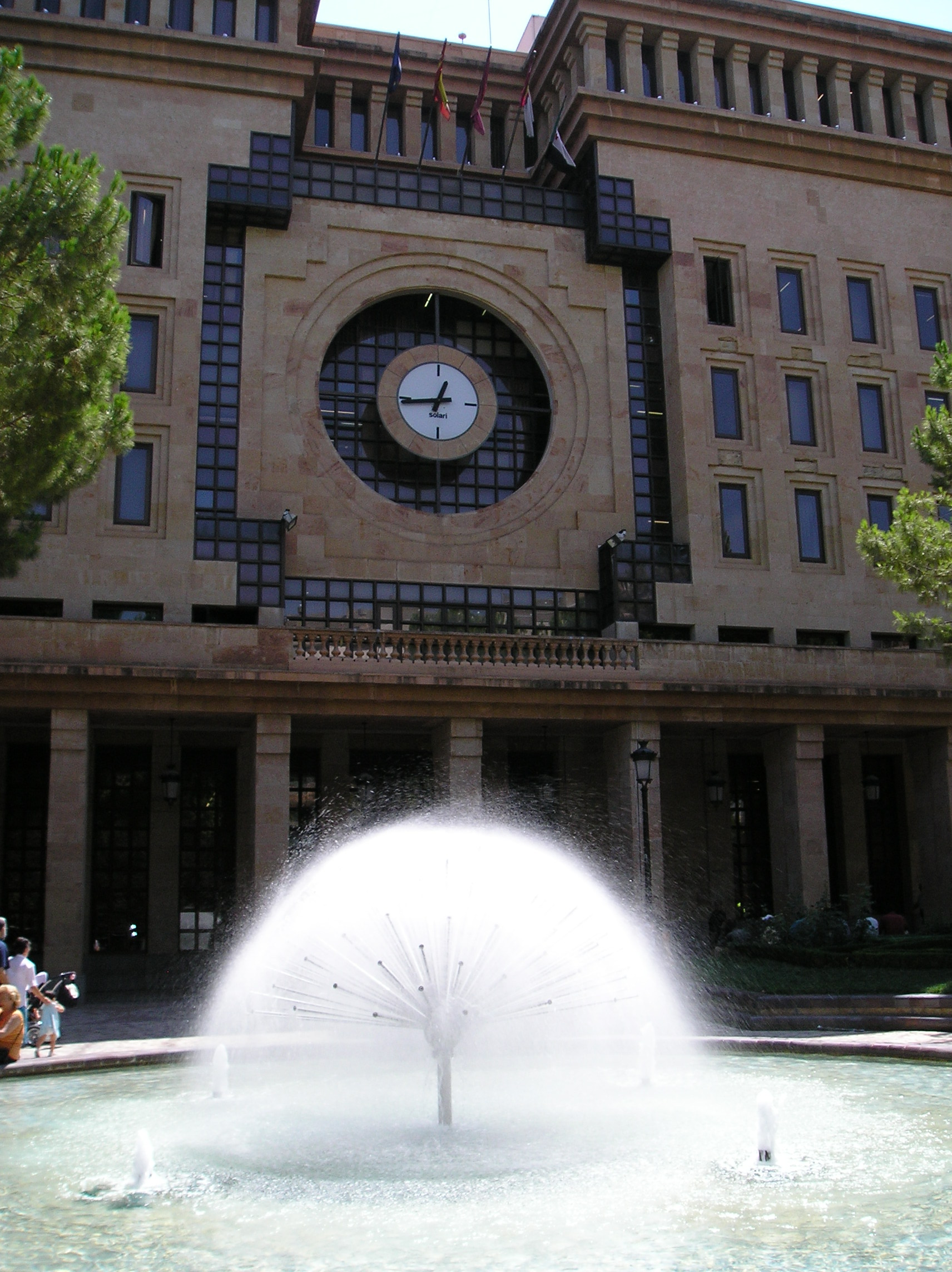
Casa consistorial de Albacete, sede del Ayuntamiento de Albacete

Centro alberga la casa consistorial de Albacete, sede del gobierno municipal, el Ayuntamiento de Albacete, que es el órgano de gobierno y administración de la capital.
En el ámbito provincial alberga el Palacio Provincial, sede de la Diputación de Albacete, el organismo que se encarga del gobierno y administración autónoma de la provincia de Albacete.
En el ámbito autonómico alberga la Consejería de Agricultura de la Junta de Comunidades de Castilla-La Mancha.
El Gobierno de España tiene en el centro la Subdelegación del Gobierno en Albacete (antiguo Gobierno Civil de Albacete), que es el órgano central del Gobierno de España en la provincia de Albacete. Asimismo, alberga la Subdelegación de Defensa en Albacete, antiguo Gobierno Militar de Albacete.

## Educación
El barrio alberga el Real Conservatorio Profesional de Música y Danza de Albacete, el Instituto de Educación Secundaria Bachiller Sabuco, los colegios públicos San Fernando, Villacerrada y Cristóbal Valera y los Centros Privados Concertados de Educación Infantil, Primaria y Secundaria Compañía de María La Enseñanza, María Inmaculada, Escuelas Pías de Albacete (Escolapios) y Nuestra Señora del Rosario.

## Cultura
Centro es un barrio cultural por antonomasia de la capital. Entre otros organismos alberga el Instituto de Estudios Albacetenses, perteneciente al Consejo Superior de Investigaciones Científicas, que tiene como objetivo la investigación, la documentación y la difusión de la cultura de Albacete y su provincia desde su creación en 1977.

### Museos

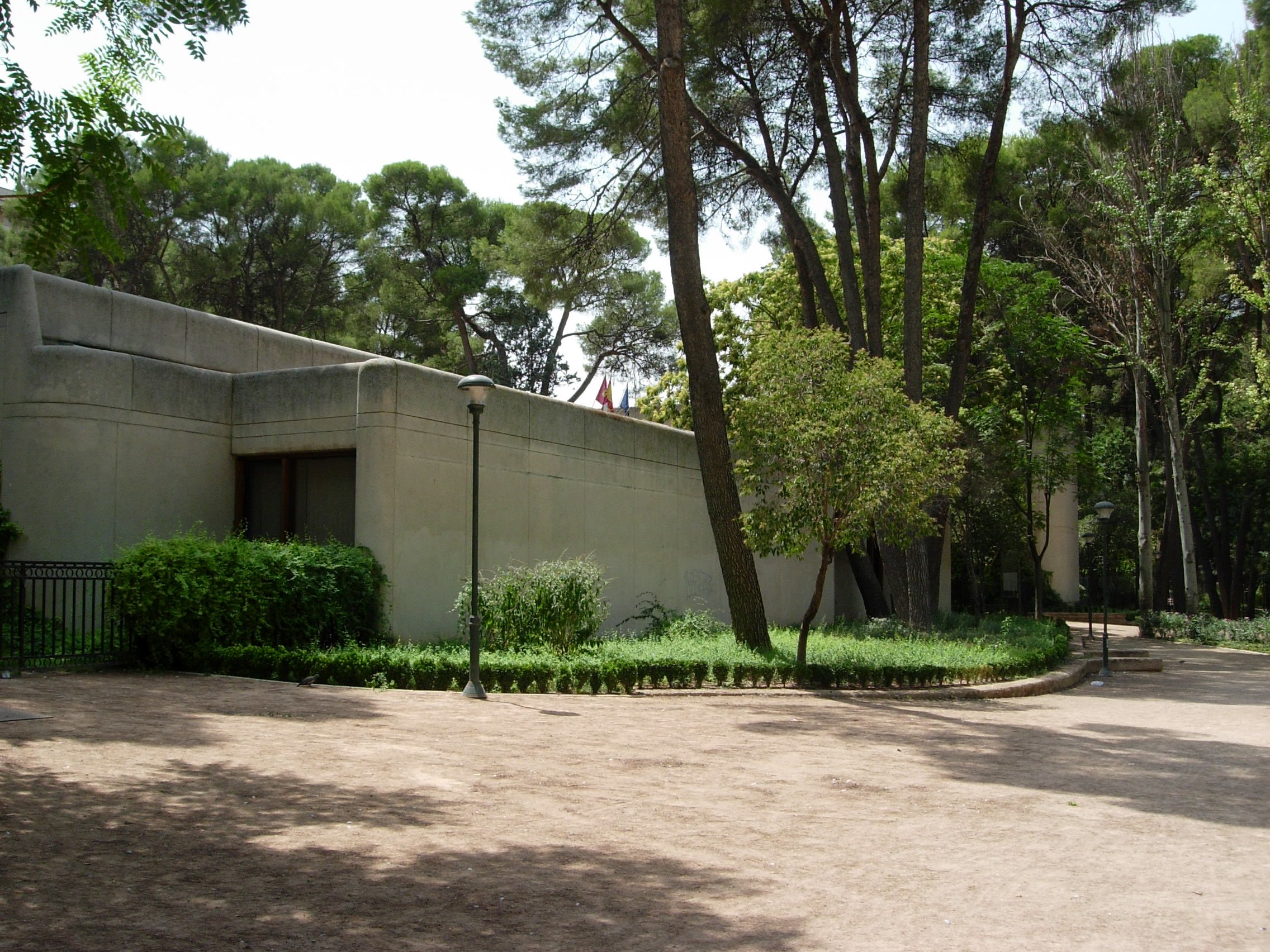
Exterior del Museo de Albacete, en el parque Abelardo Sánchez

El centro alberga los siguientes museos de la ciudad:
- El Museo de Albacete, situado en el parque de Abelardo Sánchez, contiene una amplia colección arqueológica de yacimientos de la provincia, desde el Paleolítico hasta la Baja Edad Media, así como una importante muestra de la obra del pintor barrajeño Benjamín Palencia.

- El Museo de la Cuchillería de Albacete, en la plaza de la Catedral, ubicado en la casa de Hortelano, alberga una amplia colección de la tradicional y reconocida cuchillería local, además de exposiciones temporales sobre cuchillería de todo el mundo. Es uno de los tres únicos museos de Europa sobre la cuchillería.[4]

- El Museo Municipal de Albacete está situado en el edificio que ocupó el Ayuntamiento de Albacete hasta 1986 en la plaza del Altozano. El museo fue inaugurado en 1995. Alberga diferentes exposiciones temporales, principalmente de bellas artes y muestras sobre la ciudad.[5]

- El Museo Internacional de Arte Popular del Mundo, que comparte instalaciones con el Museo Municipal de Albacete, alberga la exposición permanente formada por más de 10 000 piezas adquiridas de los cinco continentes reunidas por el crítico de arte Juan Ramírez de Lucas.[6]

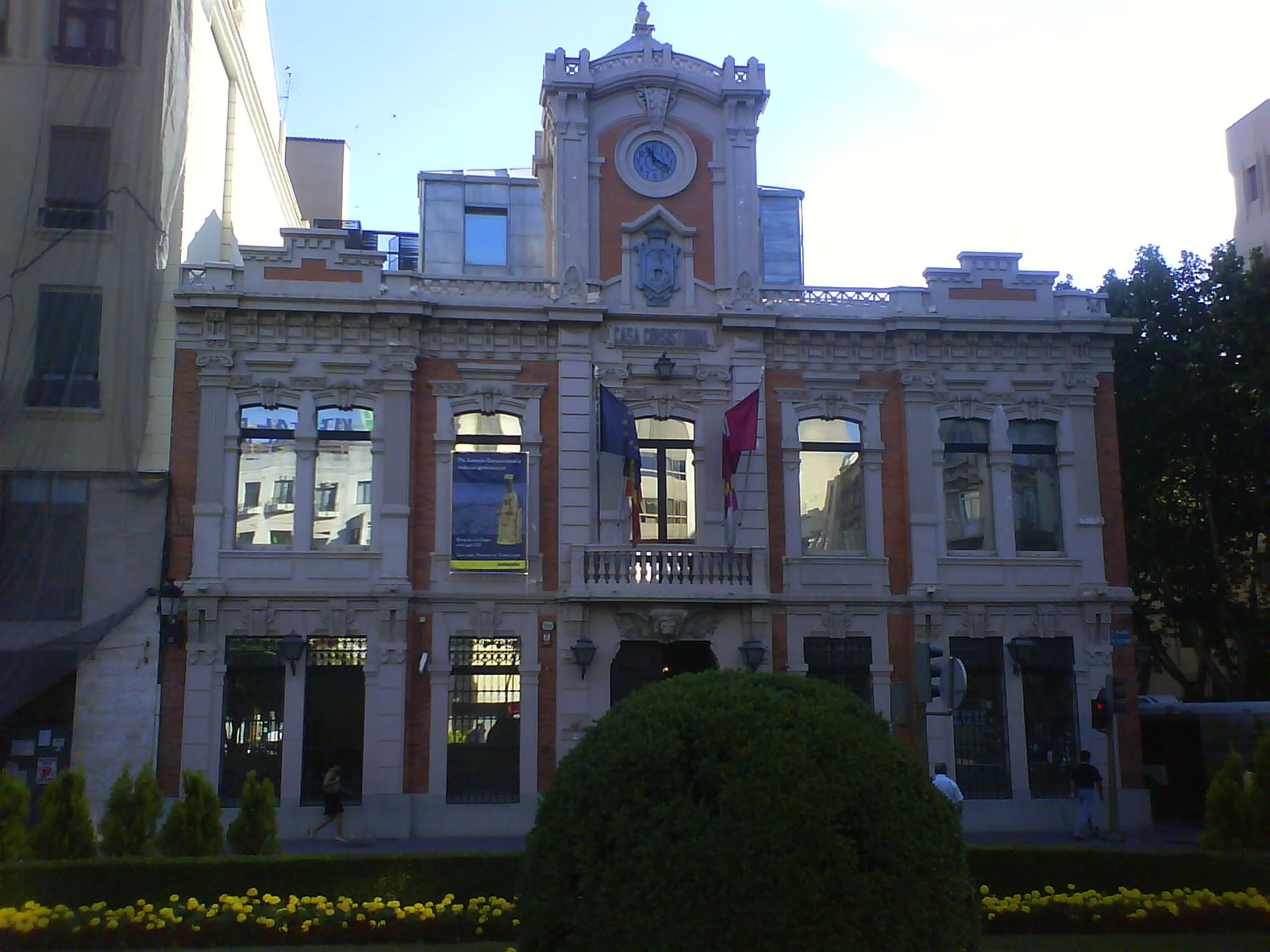
Antigua casa consistorial de Albacete, sede del Museo Municipal de Albacete

### Monumentos

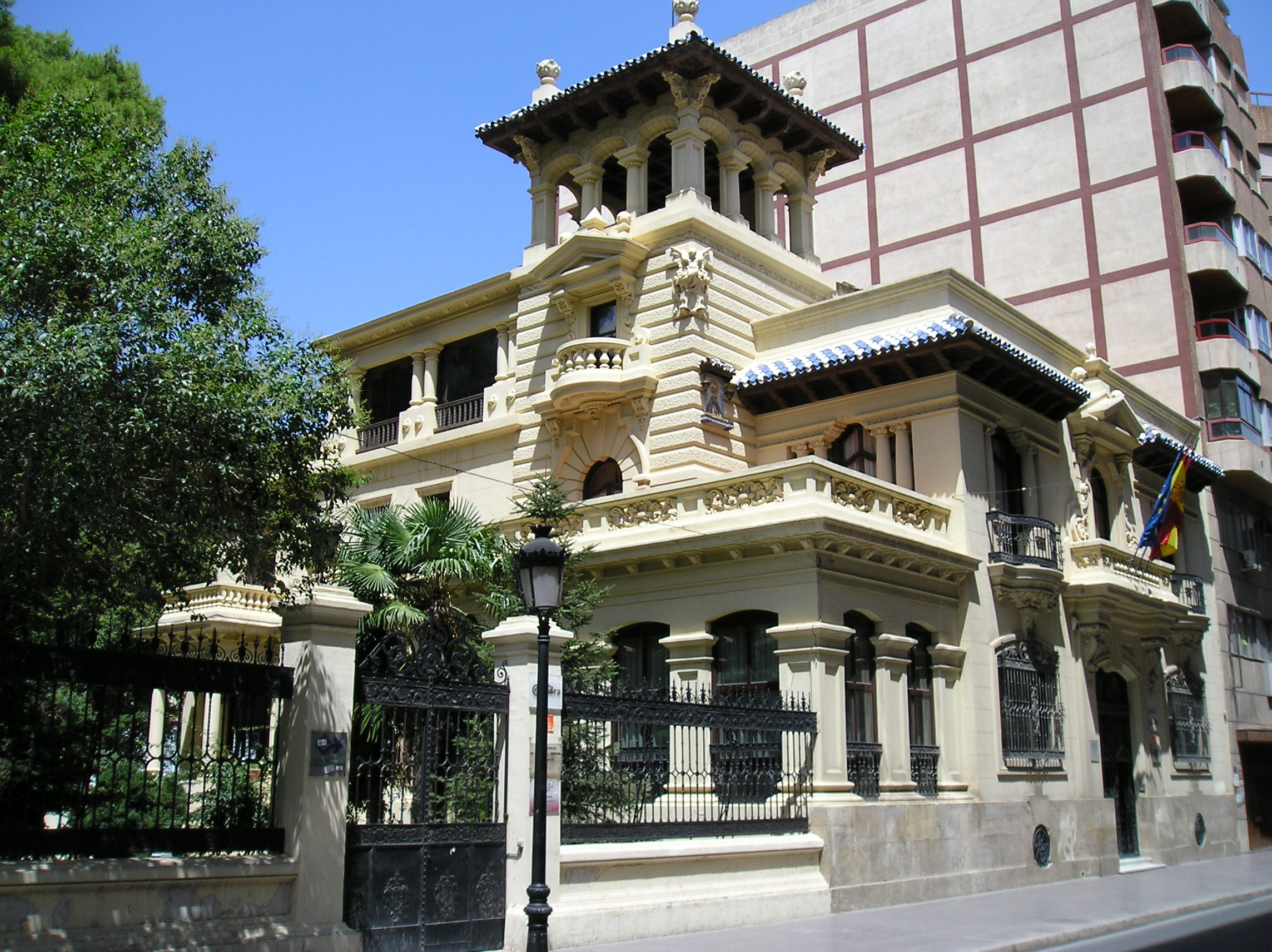
Casa Fontecha

Algunos de los principales monumentos ubicados en el centro de la capital son los siguientes:
- El conjunto arquitectónico de la plaza de Gabriel Lodares, la calle Ancha (calles Tesifonte Gallego y Marqués de Molíns) y la plaza del Altozano. Destacan edificios históricos como la casa Fontecha, las casas Cabot o el Gran Hotel, entre otros muchos.[7]
- El Pasaje de Lodares, galería comercial de arquitectura modernista de principios del siglo XX situada entre las calles del Tinte y Mayor.
- La Posada del Rosario, edificio típicamente manchego situado en la calle del Tinte.
- El Palacio Provincial,[8] sede de la Diputación de Albacete, situado en el paseo de la Libertad.
- El Teatro Circo (siglo XIX), situado en la calle Isaac Peral.

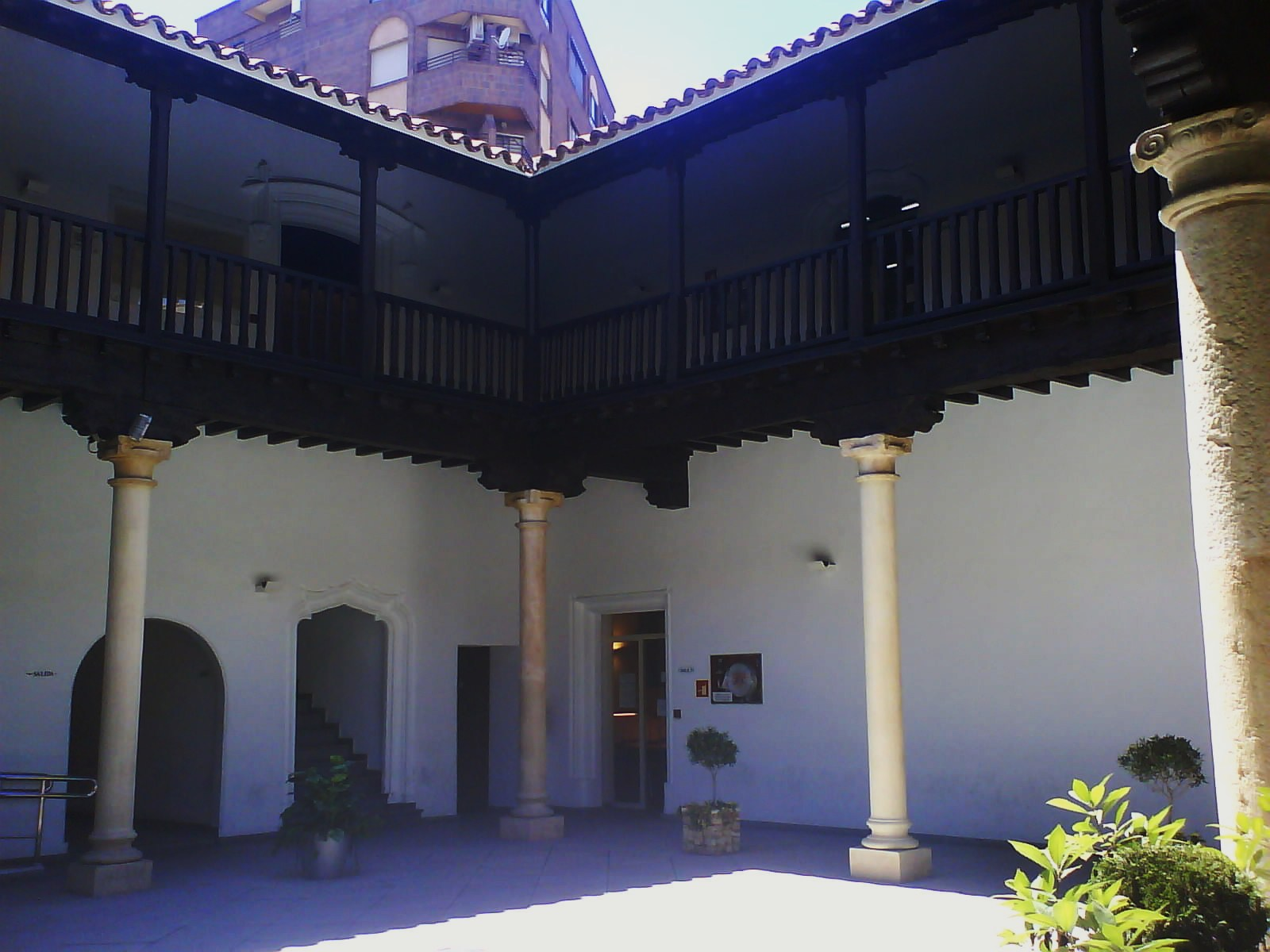
Interior de la Posada del Rosario, edificio típicamente manchego del siglo

- La catedral de San Juan Bautista, levantada sobre la antigua iglesia de San Juan, que comenzó a erigirse a principios del siglo XVI y más tarde reformada en parte por Diego de Siloé en estilo renacentista. Fue finalizada en el siglo XX como denota su portada principal. En el interior del templo se conservan bellos e interesantes retablos destacando el de la capilla de la Virgen de los Llanos, del siglo XVI, atribuido al maestro de Albacete.[9]
- La casa consistorial de Albacete, edificio de la arquitectura moderna del siglo XX, situado en la plaza de la Catedral.
- El monasterio de la Encarnación data de 1532, estando su interior distribuido mediante un patio con galerías rodeado con columnas adornadas con motivos jónicos y toscanos. Actualmente alberga el Centro Cultural La Asunción y el Instituto de Estudios Albacetenses.
- La casa Perona, sede central de la Junta de Comunidades de Castilla-La Mancha, en la calle de la Feria.
- La fuente de las Ranas, forjada en hierro dulce, de 1400 kilogramos, 6,75 metros de altura y un diámetro de 3,40 metros de forma octogonal, realizada por el orfebre José Enrique Melero, recuperando de esta forma el estado original con el que se construyó en 1916. Se encuentra ubicada en la rotonda de El Sembrador, en el paseo de la Cuba.[10]

### Escultura

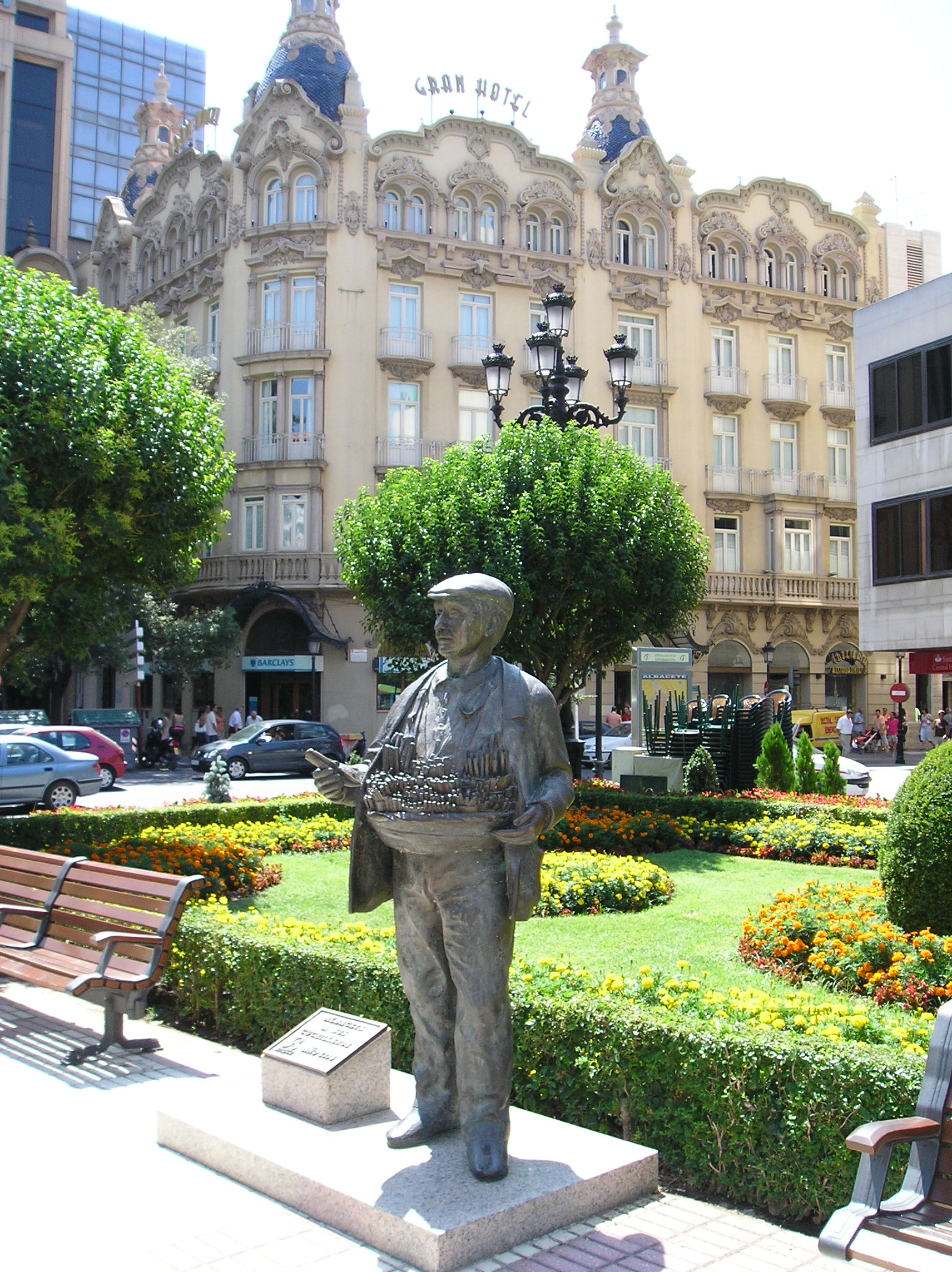
Monumento al Cuchillero, escultura que rinde homenaje a este sector tan importante en la historia de la capital

La escultura en el centro está protagonizada por obras que representan oficios o labores características de la ciudad y su entorno. Entre ellas destaca el monumento al Cuchillero, en la plaza del Altozano, obra de Llanos Flores y Antonio Herreros. Con dos metros de altura, cerca de 400 kilogramos y forjada en bronce, se convirtió en un icono de la ciudad desde su inauguración en 1998.
En este sentido, dedicada también al sector cuchillero, se encuentra en la plaza de la Catedral una escultura que representa un típico cuchillo en acero inoxidable con puño en madera tal y como se fabrica en Albacete, obra del escultor Blas García, el cual se encuentra clavado en el suelo hasta media hoja.
En el paseo de la Libertad se encuentra La Nudista, escultura creada en 2003 por el maestro Arturo Martínez, y en la plaza de Gabriel Lodares, El Ejecutivo, del mismo autor, inaugurada en 2002.

### Espacios escénicos
En el centro se ubican los siguientes espacios culturales:

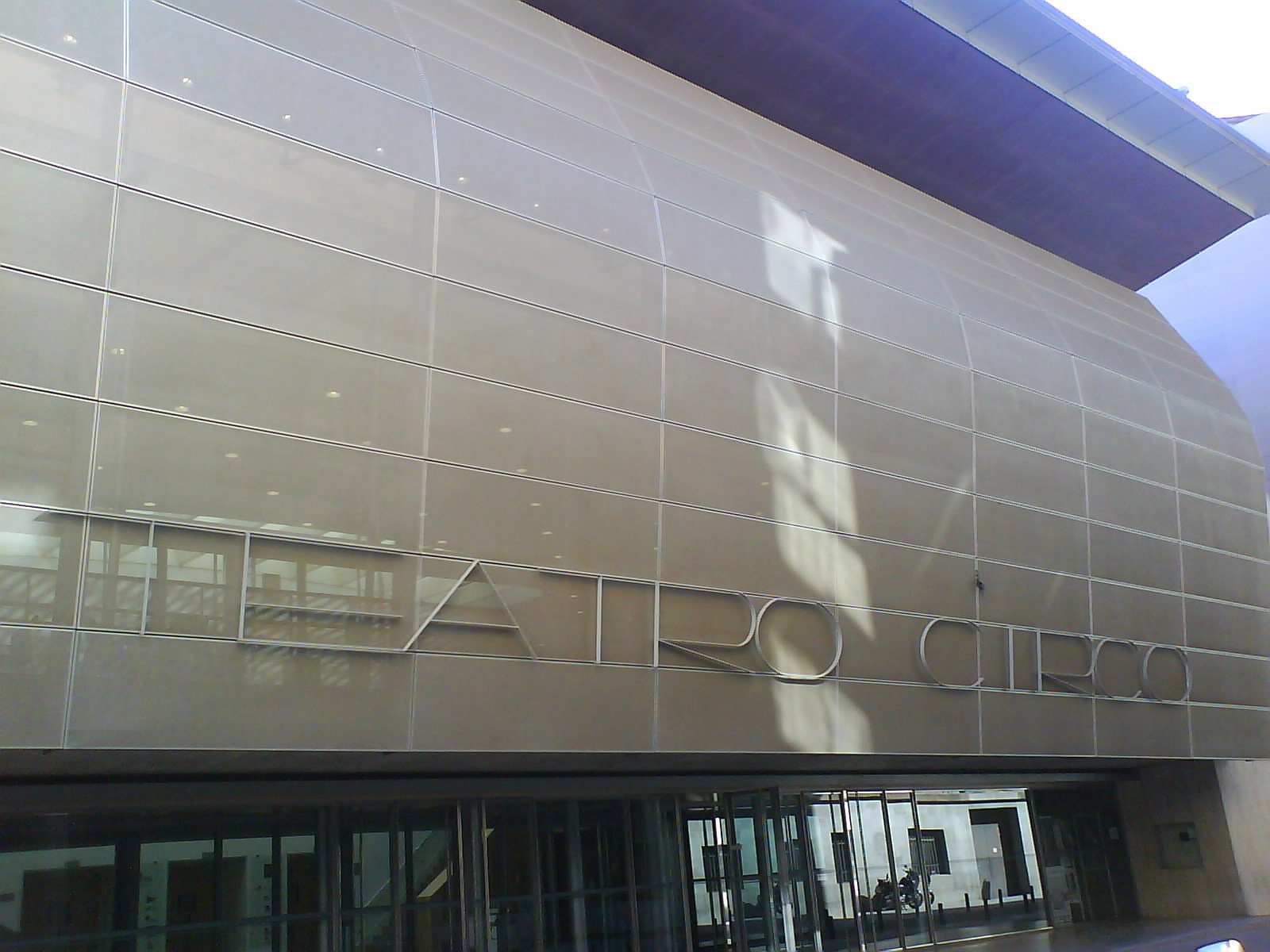
Vista lateral del Teatro Circo de Albacete

- La Filmoteca de Albacete, con sede en el Cine Capitol.[15]

- El Teatro Circo de Albacete, inaugurado en 1887 en estilo neomudéjar, que mantiene una doble capacidad escénica (teatro y circo), lo que le convierte en único en España y en uno de los seis teatros circos[16] del siglo XIX existentes en el mundo, entre los que destaca el Coliseo Dos Recreios de Lisboa (Portugal), el Cirque D'Hiver de Paris (Francia) o el Teatro Bolshói de Moscú (Rusia). Cuenta con cerca de 1000 localidades.[17]

- El Auditorio Municipal de Albacete, espacio escénico donde se realizan de forma habitual actividades musicales (conciertos, danza, etc) y representaciones teatrales, con un aforo total de 560 espectadores y en donde también se realizan exposiciones pictóricas y fotográficas.

### Música

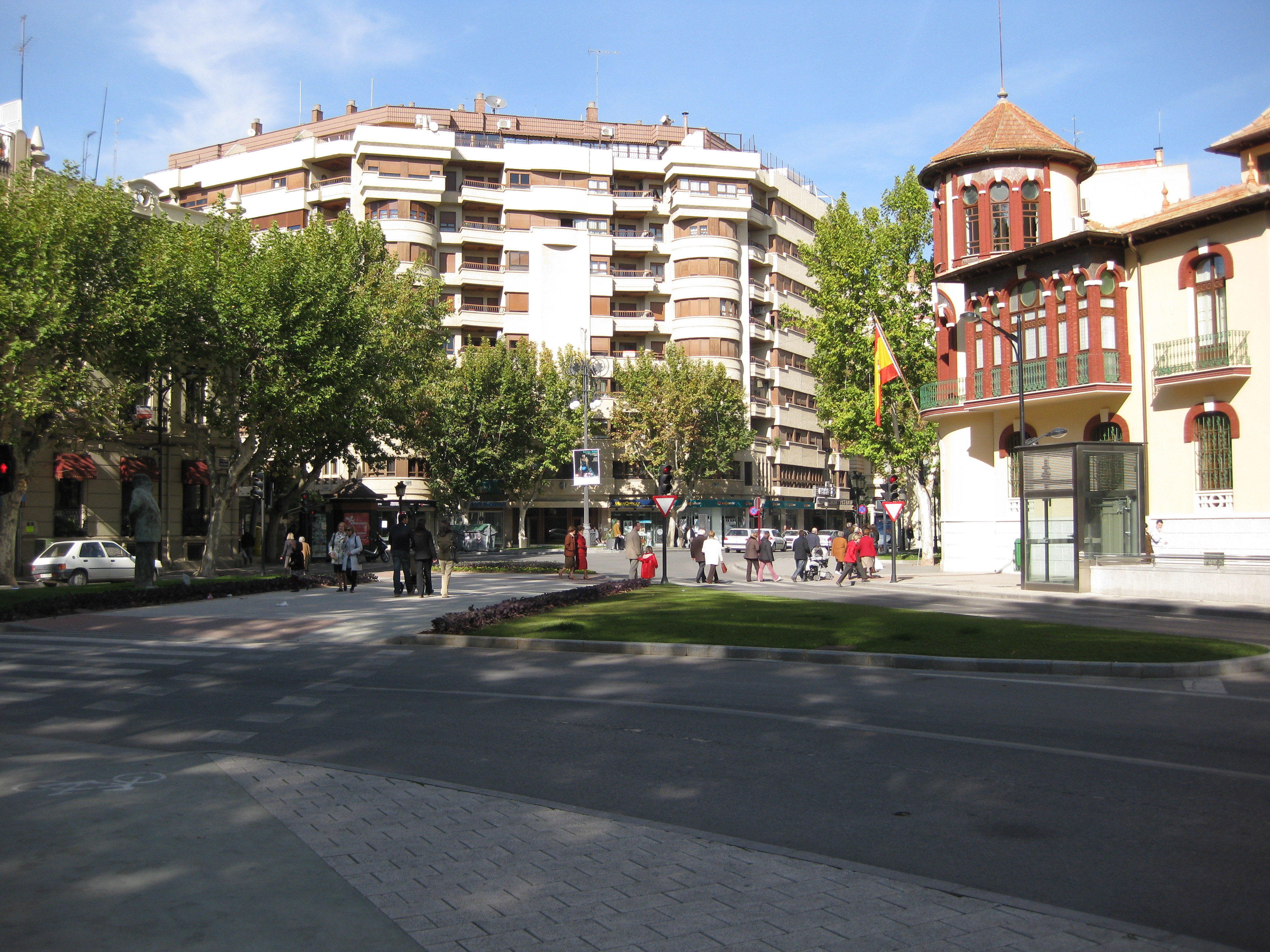
Vista de la plaza de Gabriel Lodares en pleno centro de Albacete

El centro alberga el Real Conservatorio Profesional de Música y Danza de Albacete, uno de los dos conservatorios profesionales de música de la ciudad junto con el Conservatorio Profesional de Música Tomás de Torrejón y Velasco. Fundado en 1951, está ubicado en el monasterio de la Encarnación del siglo XV y en él se imparten diecinueve especialidades elementales y profesionales incluida la danza.

### Mercados y ferias
Los domingos por la mañana en la plaza Mayor tiene lugar El Rastro de Albacete, donde se venden monedas, sellos, libros y antigüedades.
En abril destaca la Feria del Libro de Albacete, que tiene lugar en el centro a lo largo del paseo de la Libertad.

## Comercio
El centro es el barrio comercial por excelencia de Albacete. Las principales multinacionales tienen presencia en esta zona de la ciudad.

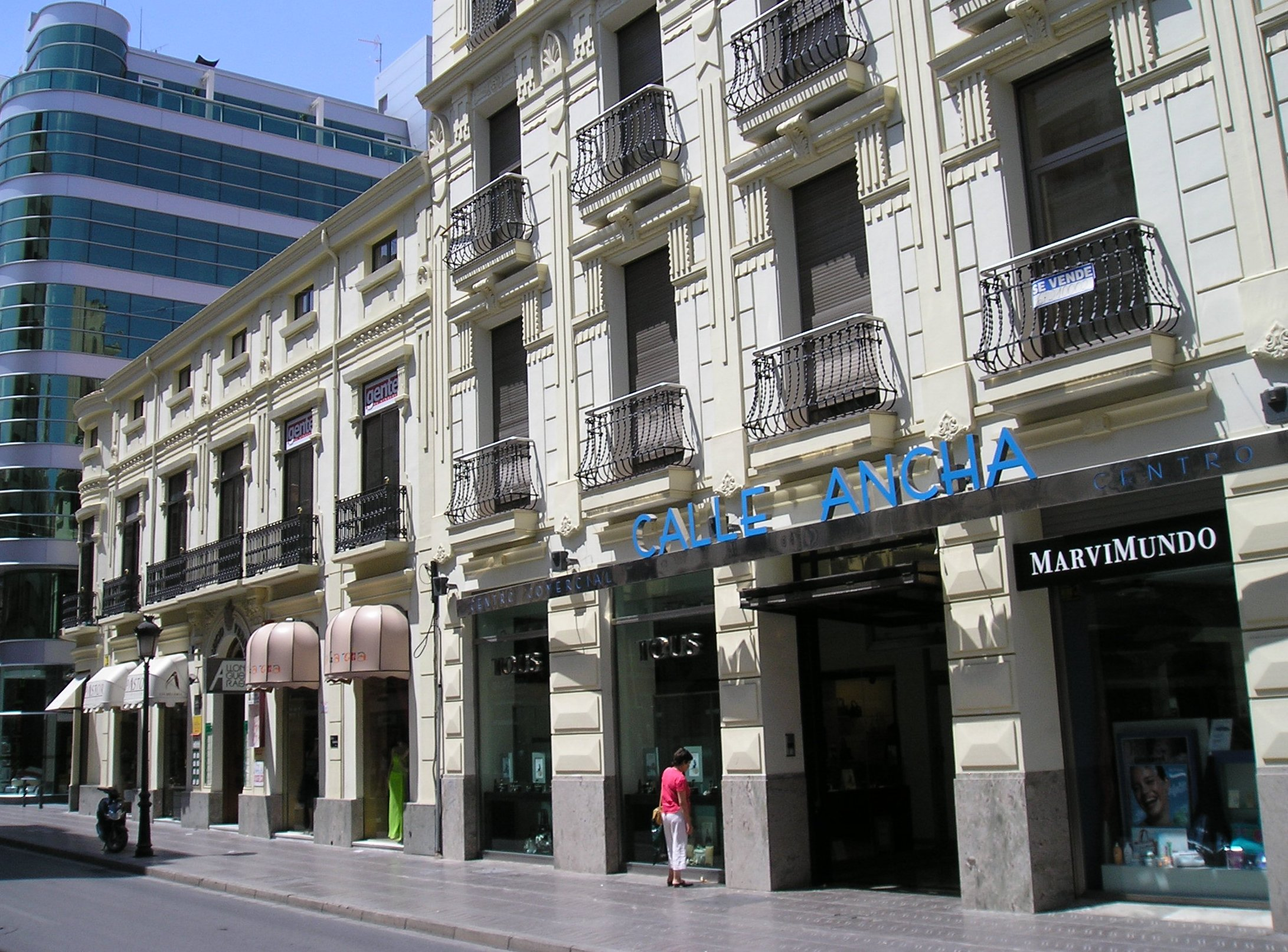
Centro Comercial Calle Ancha en la calle Tesifonte Gallego, conocida como la milla de oro de Albacete

En el centro de Albacete se halla el núcleo tradicional del comercio de la ciudad, especialmente en torno a la calle Ancha. En esta zona se encuentran pequeñas tiendas que conviven con los grandes almacenes y las grandes cadenas de moda. Estos pequeños comercios están agrupados en un centro comercial abierto, Albacete Centro, que es el más grande de Castilla-La Mancha.
El centro alberga varios centros comerciales de la ciudad: El Corte Inglés, Val General y Calle Ancha.

## Zonas verdes

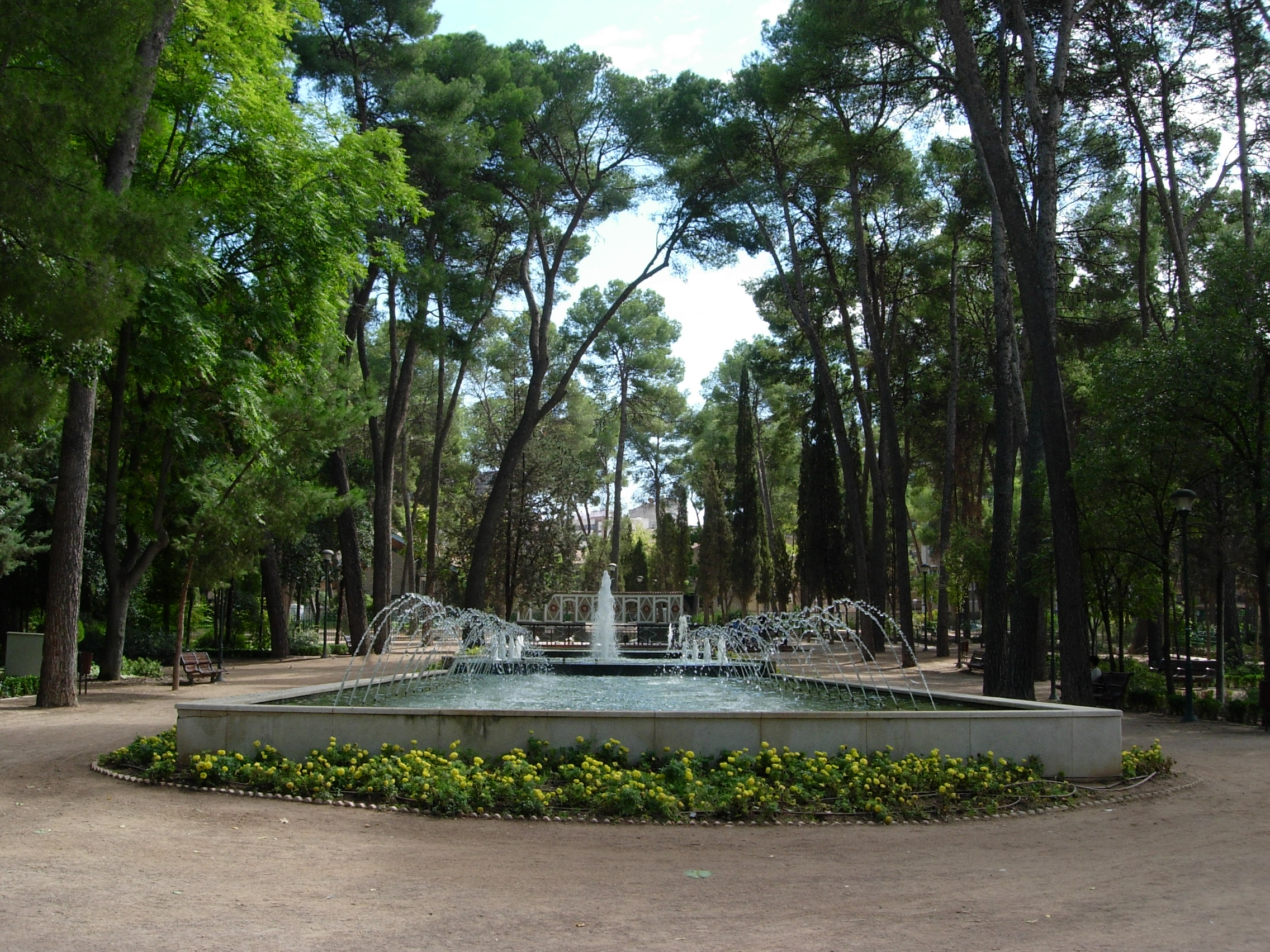
Parque Abelardo Sánchez

El parque Abelardo Sánchez es el gran pulmón verde central de la capital. Tiene una extensión de 120 000 m² y en su interior se encuentra el Museo de Albacete. También destacan los jardines del Altozano, en la plaza del Altozano, que constituyen la zona verde de origen antrópico más antigua de la ciudad.

## Religión
En el centro se encuentra la catedral de San Juan Bautista, la cual se comenzó a construir en 1515 sobre un templo mudéjar anterior aunque no fue hasta 1959 cuando se concluyó con su aspecto actual, con su exterior de estilos neorrománico y neogótico. También alberga la iglesia de San José, con una particular forma de tienda de campaña, inaugurada en 1981 por el obispo de Albacete, Victorio Oliver Domingo. En su origen fue una ermita, construida en 1608.

## Deporte
El barrio alberga el Pabellón del Parque, inaugurado por los príncipes Juan Carlos y Sofía en 1975.

## Fiestas
El centro tiene una importante participación en las principales fiestas de la ciudad. En carnaval el miércoles de ceniza se celebra el Entierro de la Sardina, en el que una falla con forma de sardina (doña Sardina) es trasladada con cortejo fúnebre desde la plaza de Gabriel Lodares hasta la plaza del Altozano, donde es juzgada, condenada y quemada.
En Navidad las calles de Albacete se engalanan con luces y adornos para celebrar las fiestas. El 5 de enero tiene lugar la llegada y la cabalgata de los Reyes Magos, que acompaña a los Reyes Magos por las calles de la ciudad desde el asilo de San Antón hasta el ayuntamiento.
Es costumbre en Albacete cantar los Mayos en la plaza Virgen de Los Llanos en la medianoche del 30 de abril al 1 de mayo.

## Transporte
El barrio queda conectado mediante las siguientes líneas de autobús urbano:
| Línea | Trayecto | Recorrido                                                         | Frecuencia    |
| ----- | --- | ----------------------------------------------------------------- | ------------- |
|       | Campus UCLM - Barrio de Vereda | Recorrido Archivado el 1 de noviembre de 2014 en Wayback Machine. | 12-18 minutos |
|       | Campus UCLM - Barrio de Vereda | Recorrido Archivado el 17 de abril de 2014 en Wayback Machine.    | 12-18 minutos |
|       | Campus UCLM - Hospital Perpetuo Socorro | Recorrido Archivado el 22 de febrero de 2014 en Wayback Machine.  | 12-18 minutos |
|       | Barrio San Pedro- Los Llanos del Águila-Parque Lineal - Parque Empresarial Campollano                                                       | Recorrido Archivado el 25 de febrero de 2014 en Wayback Machine.  | 15-20 minutos |
|       | Estación de Ferrocarril - Estación de Autobuses - Hospital General Universitario - Hospital Universitario Ntra. Señora del Perpetuo Socorro | Recorrido Archivado el 22 de febrero de 2014 en Wayback Machine.  | 15-22 minutos |